# Dziurawiec skrzydełkowaty
Dziurawiec skrzydełkowaty (Hypericum tetrapterum Fr.) – gatunek byliny należący do rodziny dziurawcowatych. 

## Rozmieszczenie
Zasięg gatunku obejmuje rozległe obszary Europy z wyjątkiem północnej części Półwyspu Skandynawskiego i terenów na wschód od Polski i zachodniej Ukrainy. Rośnie także w rejonie Kaukazu, na Bliskim Wschodzie i w północnej Algierii. Jako gatunek introdukowany i zadomowiony podawany jest z Australii i Nowej Zelandii. W Polsce częsty na całym niżu i rzadki w niższych partiach gór.

## Morfologia
ŁodygaWzniesiona, rozgałęziona na górze, naga, czworokanciasta, dęta i na krawędziach oskrzydlona. Osiąga wysokość 20–60 cm.
KwiatyJasnożółte, o średnicy do 1,2–2 cm., promieniste, pięciokrotne, zebrane w szczytowy gęsty kwiatostan. Płatki korony są lancetowate, pozbawione czarnych punktów. Działki kielicha o kształcie wąskolancetowatym, zaostrzone, całobrzegie, krótsze od płatków korony około półtora razy.
OwocMa postać torebki.

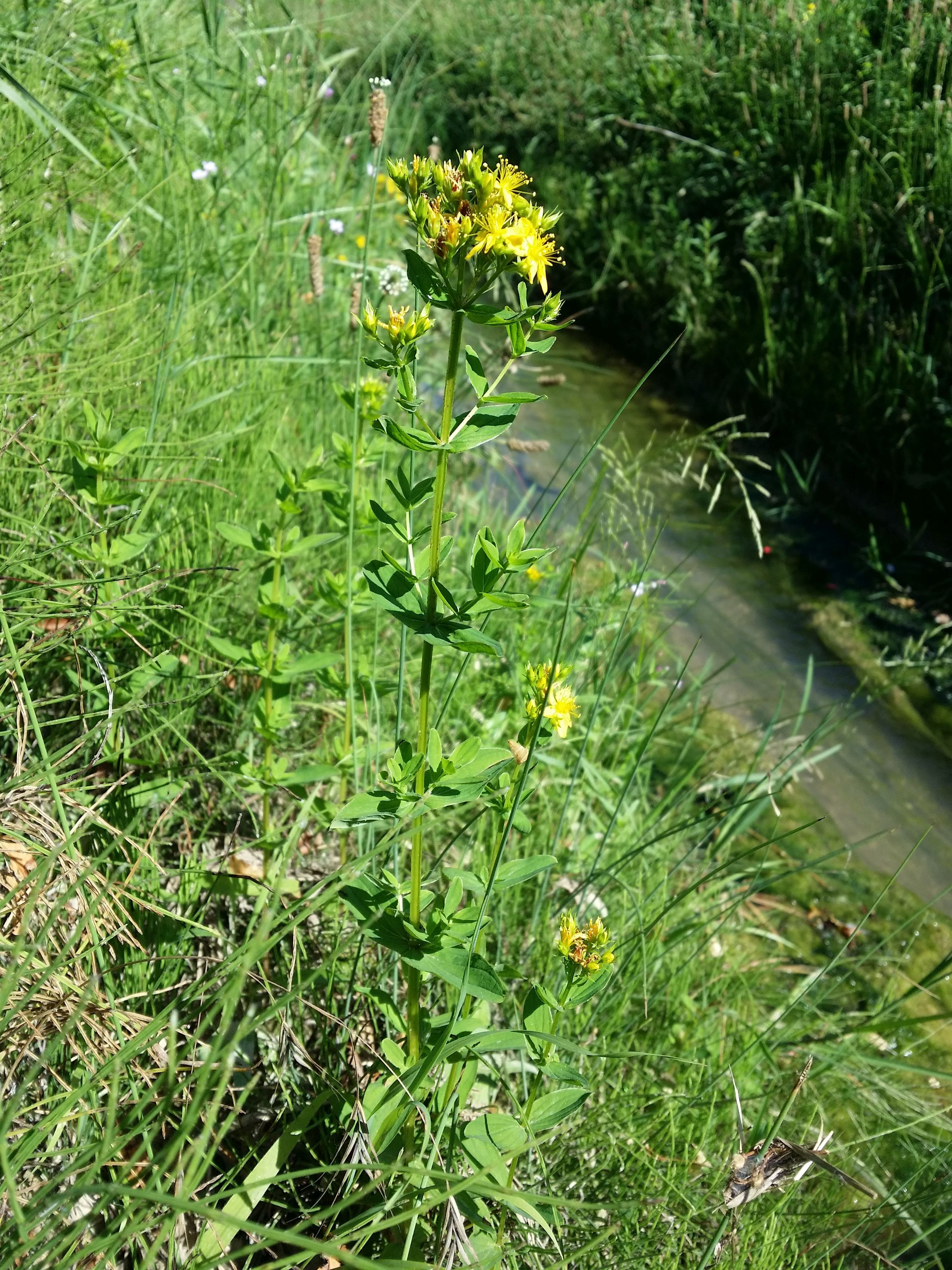
Pokrój
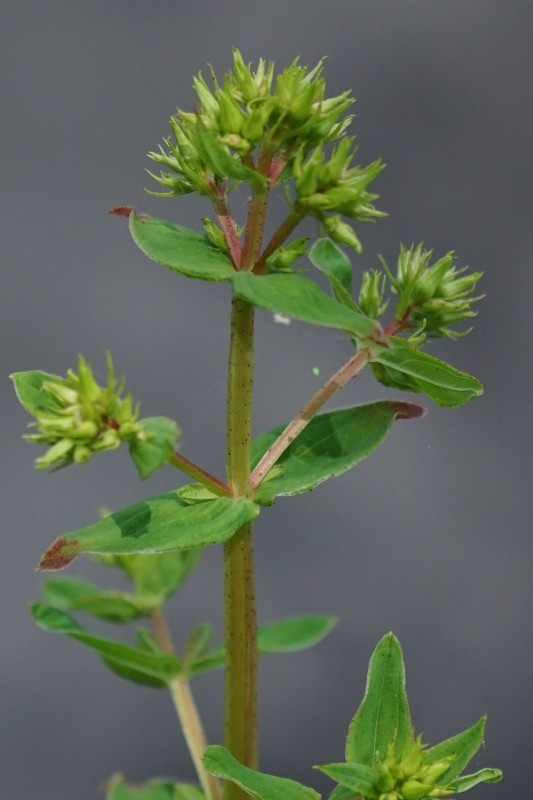
Pęd z liśćmi i pąkami kwiatowymi
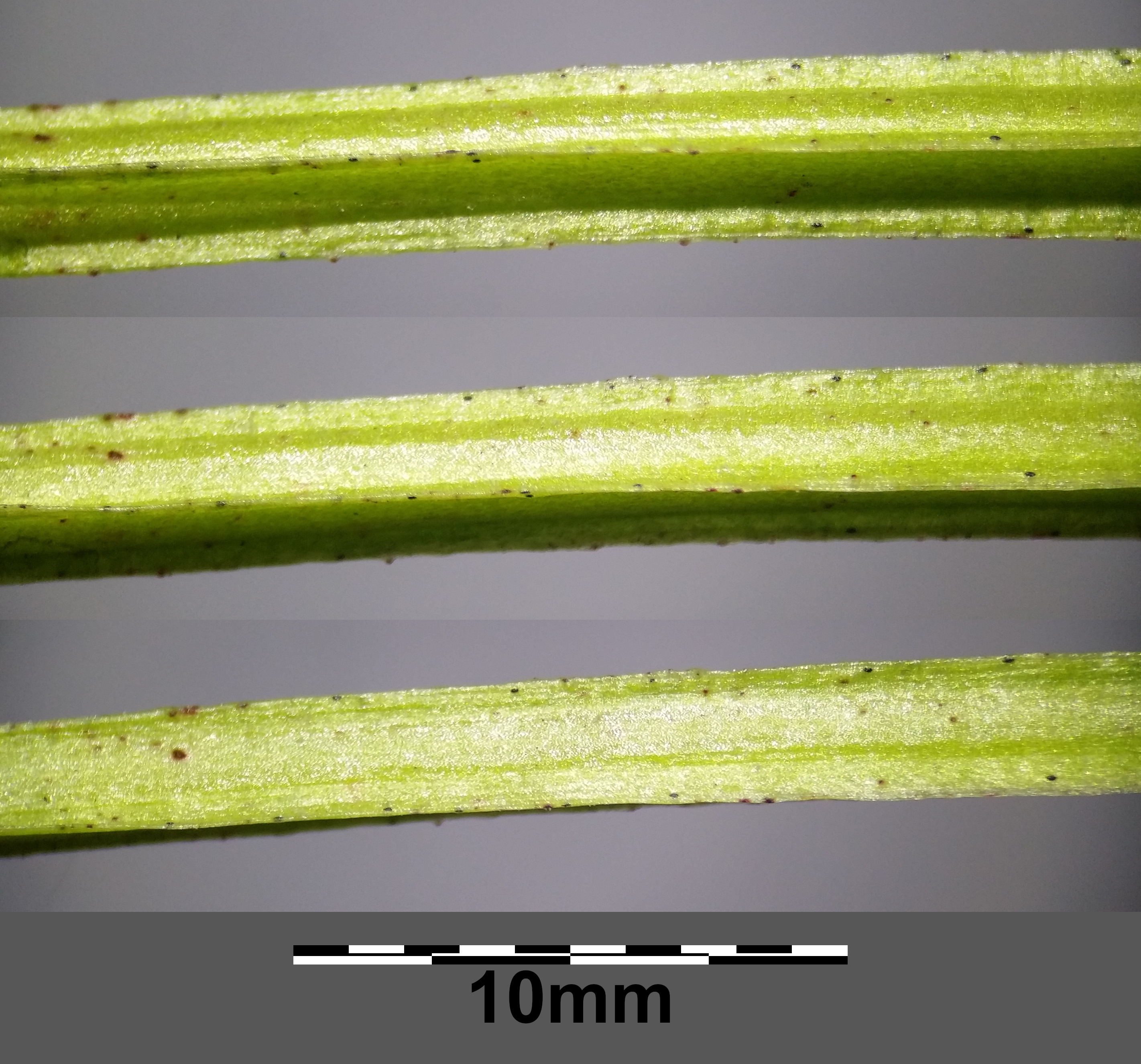
Oskrzydlona łodyga
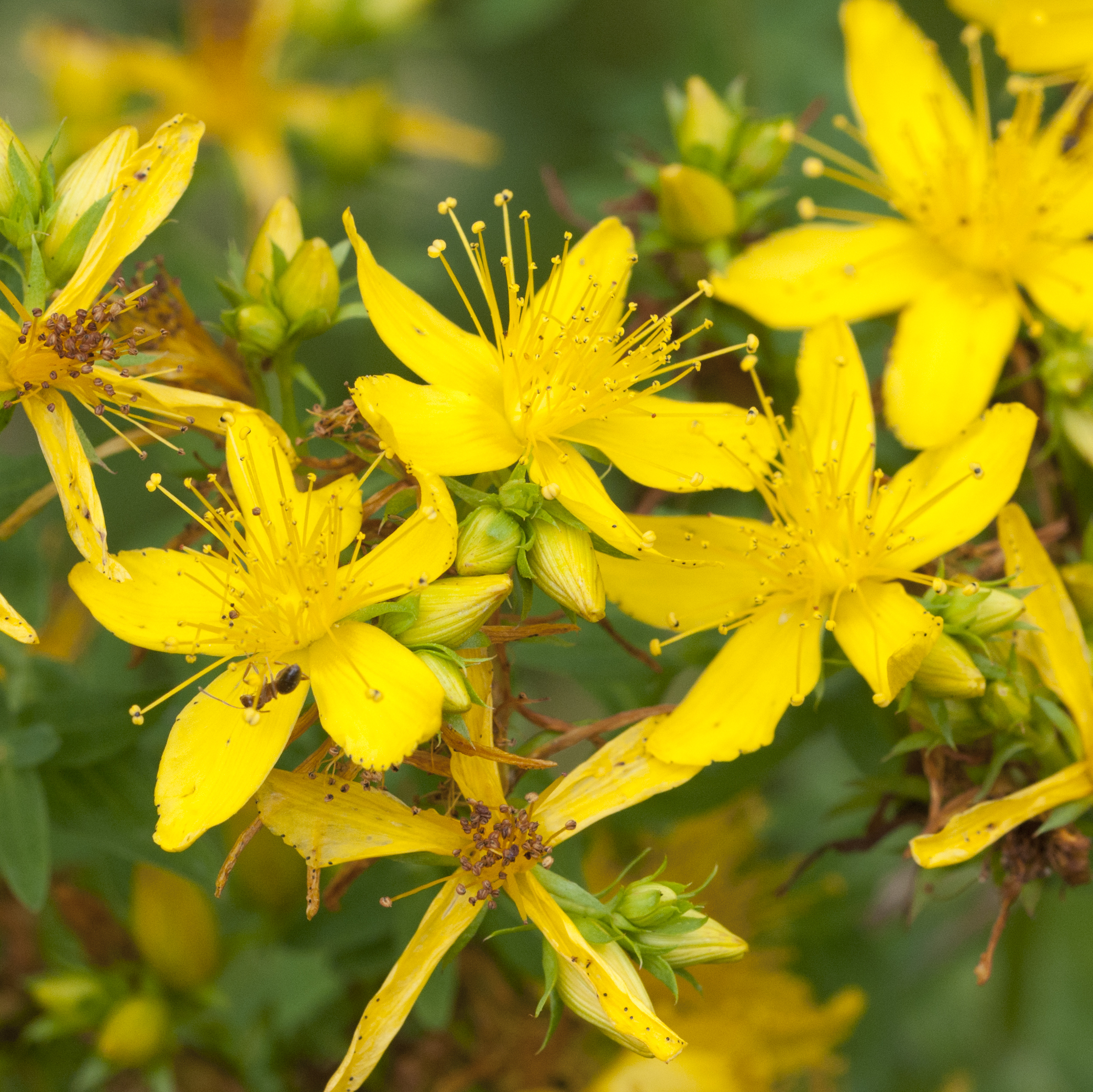
Kwiaty
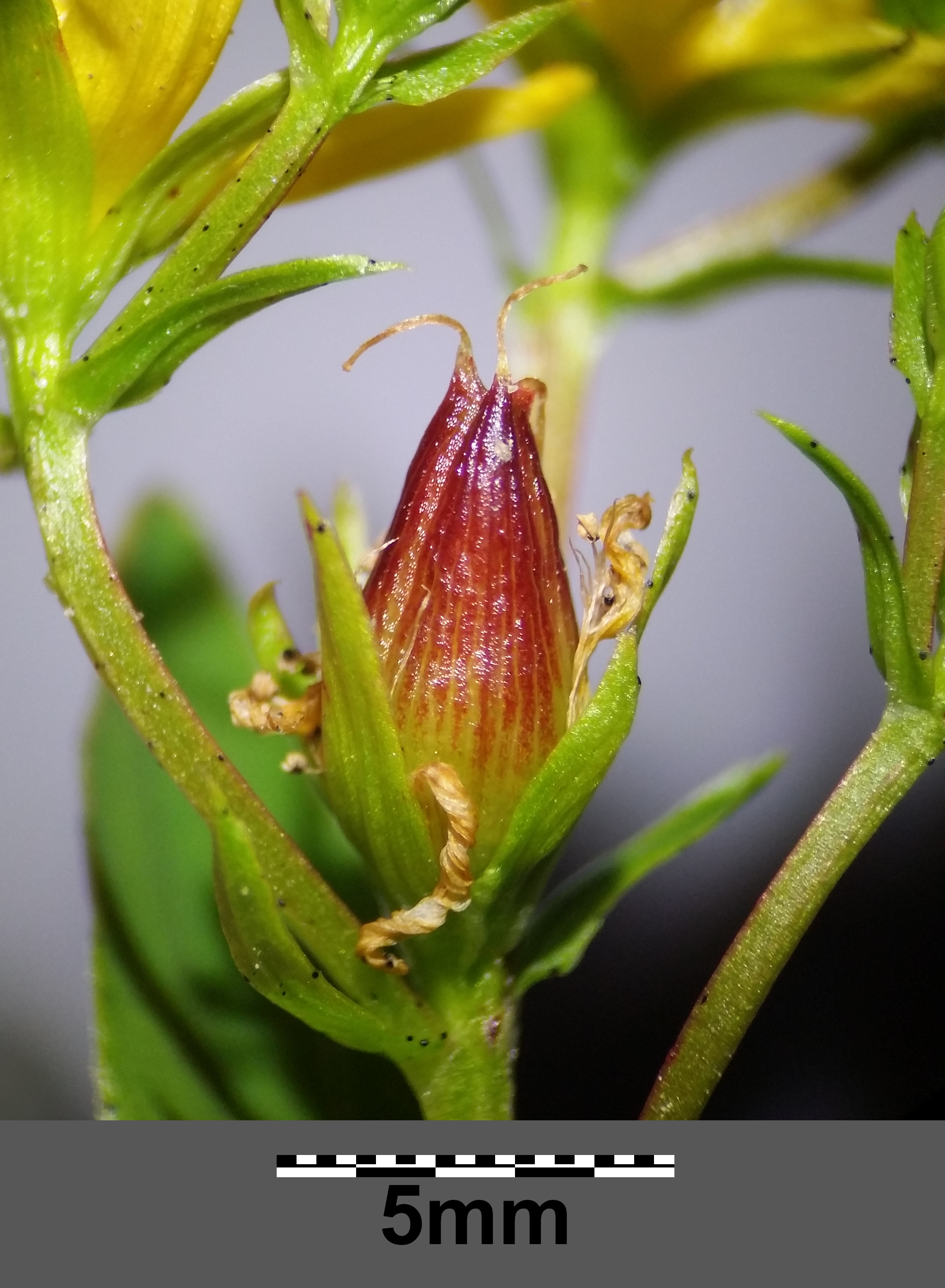
Owoc

## Biologia i ekologia
Bylina, kwitnie w lipcu i sierpniu. Występuje na wilgotnych łąkach, torfowiskach niskich, w rowach i przy brzegach wód. 

## Zastosowanie
Roślina lecznicza o własnościach podobnych jak u dziurawca zwyczajnego.